# 卡姆亞諾皮爾 (尼古拉耶夫州)
參數所指定的目標頁面不存在，建議更正成存在頁面或直接建立下列一個頁面（建立前請先搜尋是否有合適的存在頁面可以取代）：
- 卡姆亞諾皮爾

47°57′26″N 31°35′44″E / 47.95722°N 31.59556°E
卡姆亞諾皮爾（羅馬化：Kamianopil）是烏克蘭南部尼古拉耶夫州沃茲涅先斯克區新馬爾伊夫卡市鎮的村莊，距離區府沃茲涅先斯克約53公里和新烏克蘭卡約55公里，始建於1873年，面積0.32平方公里，海拔高度100米，2001年人口53，人口密度每平方公里165.6人。